# 맷 커슨

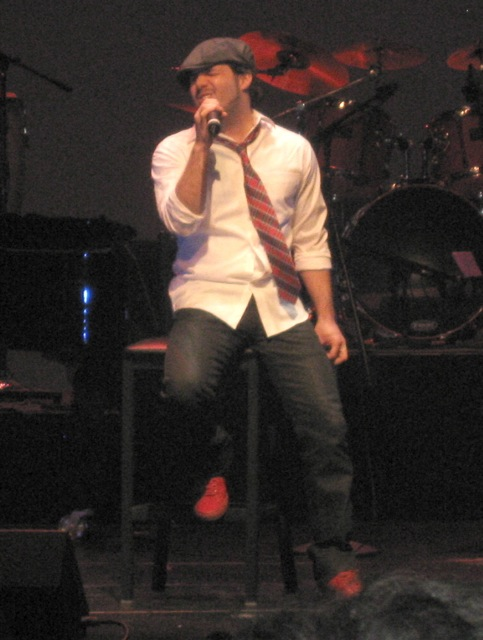
맷 커슨

맷 커슨(Matt Cusson)은 미국의 재즈 음악가이다.

## 생애
매사추세츠주 피츠필드에서 클래식 피아노 교사이자 합창단 지휘자로 태어나고 자란 커슨은 어린 나이에 다양한 장르의 음악을 접하게 되었다. 세인트 조셉 고등학교와 버크셔 커뮤니티 칼리지에 다녔다. 보스턴의 버클리 음악 대학에서 공부했으며 그곳에서 존 메이어와 라이언 레슬리와 함께 연주했다.